# Castello Scaligero (Soave)
Il castello scaligero di Soave, già appartenuto al casato dei Della Scala, è una fortificazione che ha segnato la storia della cittadina della provincia di Verona.
Caduto in stato di abbandono, dopo essere stato ridotto a fattoria, è stato sottoposto a restauro nel 1890 dal senatore del Regno Giulio Camuzzoni - sindaco di Verona dal 1867 al 1883 - che ne divenne proprietario.
È raggiungibile a piedi da piazza Antenna oppure percorrendo la strada asfaltata che sale a nord del paese.

## Storia

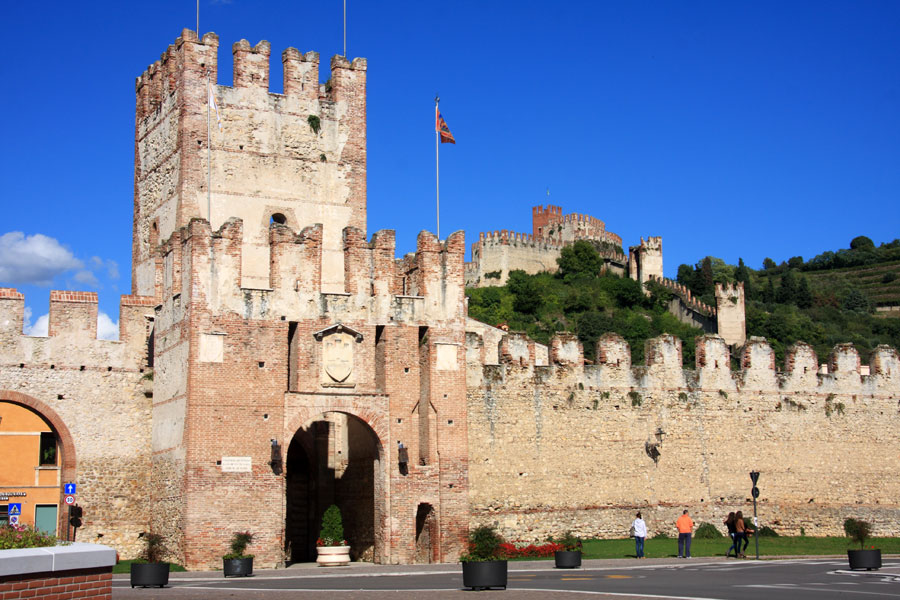
Il castello sullo sfondo delle mura cittadine

Un diploma di Federico Barbarossa attesta che il castello era un tempo in mano ai conti Sambonifacio di Verona. L'ascesa di Ezzelino III da Romano come podestà del Comune veronese (1226) portò al possesso del maniero da parte dei conti Greppi, i quali, nel 1270, lo cedettero al Comune di Verona che vi installò un suo capitano. La contemporanea ascesa dei Della Scala portò ad una nuova fase della vita del paese (che divenne sede di capitaniato con 22 paesi sottoposti a tale giurisdizione) e del suo simbolo più importante. Il castello venne restaurato e rinnovato mentre, nel 1379, Cansignorio dotò il paese della cinta di mura ancor oggi visibile.
La fine della dinastia scaligera portò nuovi padroni al castello: prima i Visconti milanesi e poi i Carraresi padovani. Questi ultimi lo perderanno (1405) a causa dell'arrivo delle truppe della Repubblica di Venezia, appoggiate dagli abitanti soavesi. Nel 1439, le truppe viscontee del condottiero Niccolò Piccinino s'impadronirono di Soave ma la vittoria di Giovanni Pompei sul monte Bastia (odierno confine tra Cazzano di Tramigna e Montecchia di Crosara) permise all'esercito veneziano di tornare a possedere la zona.
Pericolo maggiore ci fu quando Venezia si trovò contro la Lega di Cambrai (1508): il castello e il paese di Soave vennero incendiati (con 366 soavesi passati a fil di spada); anche in questa occasione la Repubblica della città lagunare però riuscì ad avere la meglio (1516). A causa dell'eroismo del capitano Rangone e dei soavesi che, nel 1511, liberarono il castello, Venezia donò l'Antenna (un grande pennone) e lo stendardo di San Marco.
Iniziò un periodo di pace però il castello era ormai superato per le tecniche di guerra (armi da fuoco) che si stavano affermando; la Repubblica veneziana, che aveva bisogno di denaro per sostenere la guerra contro i Turchi, cedette il castello prima in affitto e poi in proprietà alla famiglia nobile dei Gritti (che a sua volta lo subaffittarono a privati che trasformarono il castello in fattoria).

## Caratteristiche

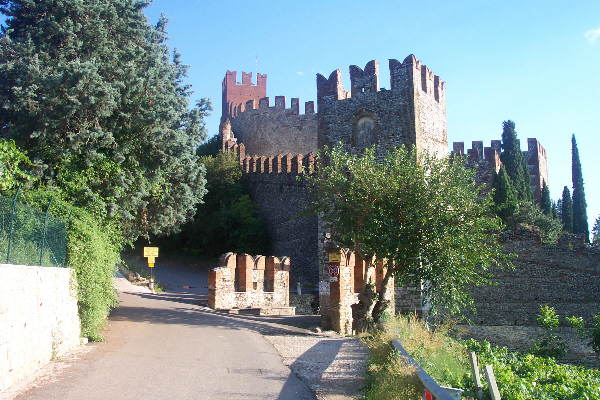
Il castello di Soave visto da nord. In primo piano la porta San Giorgio con il ponte levatoio.

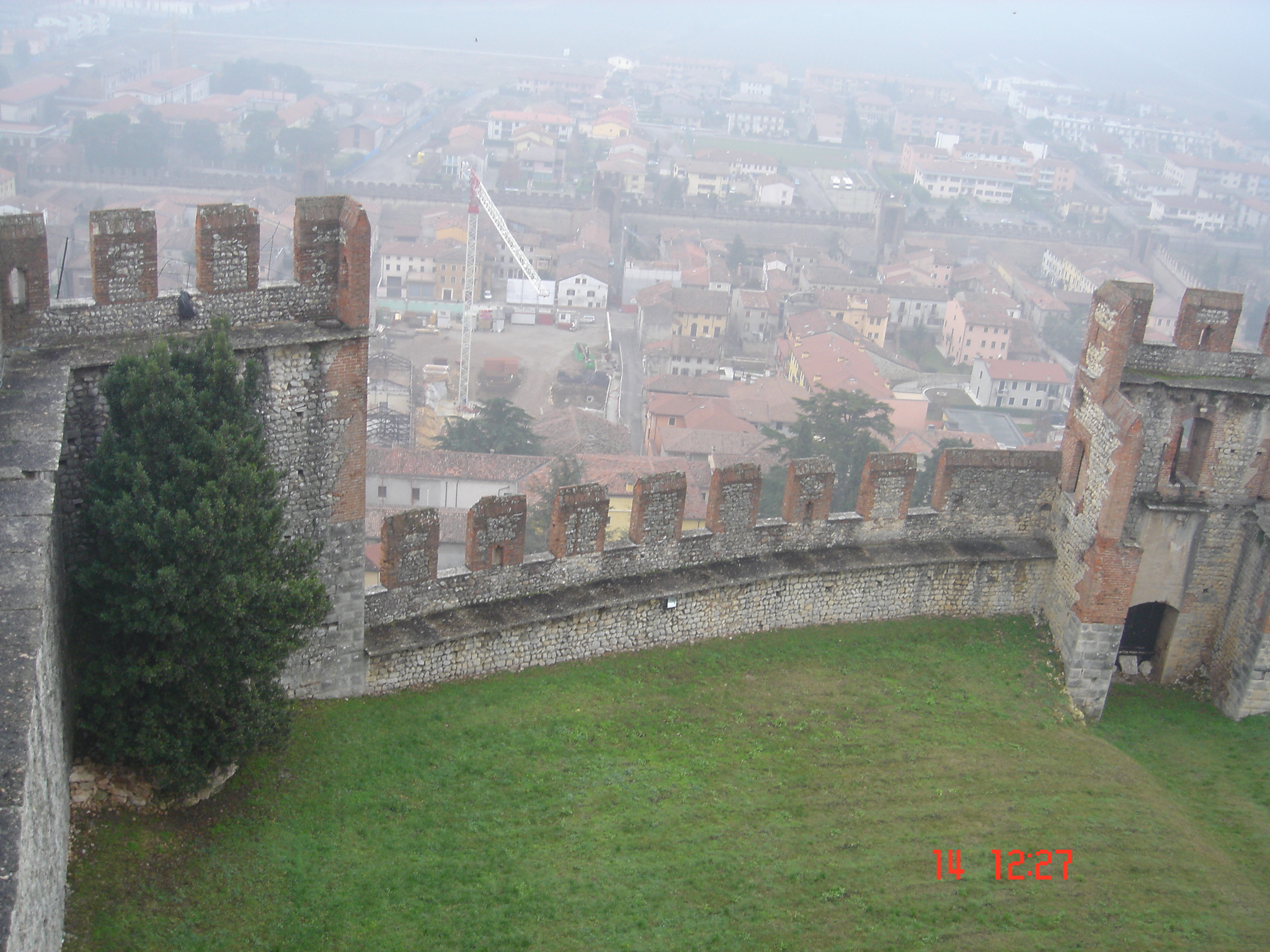
Particolare delle mura del castello

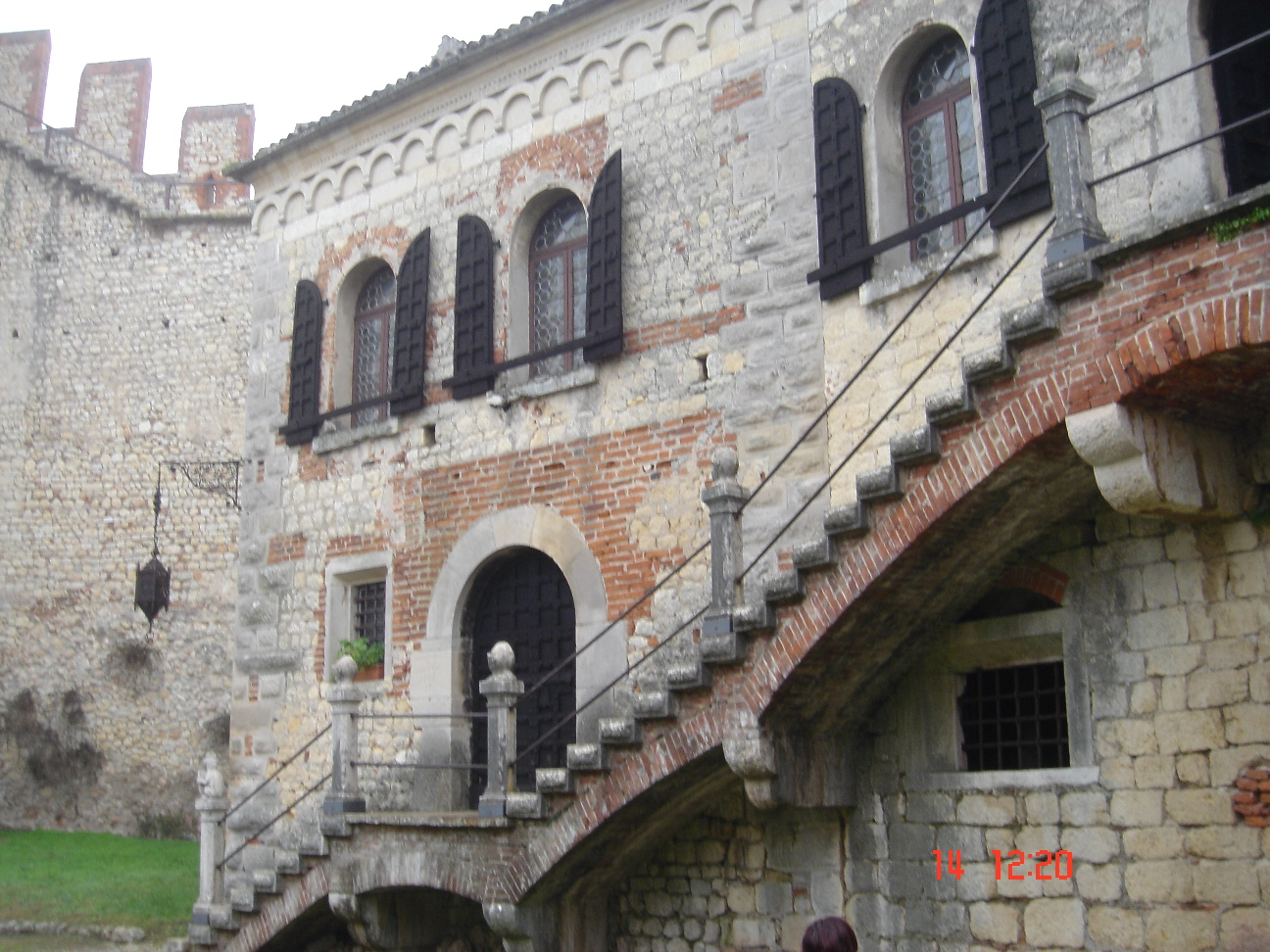
Scala di accesso alla casa del capitano

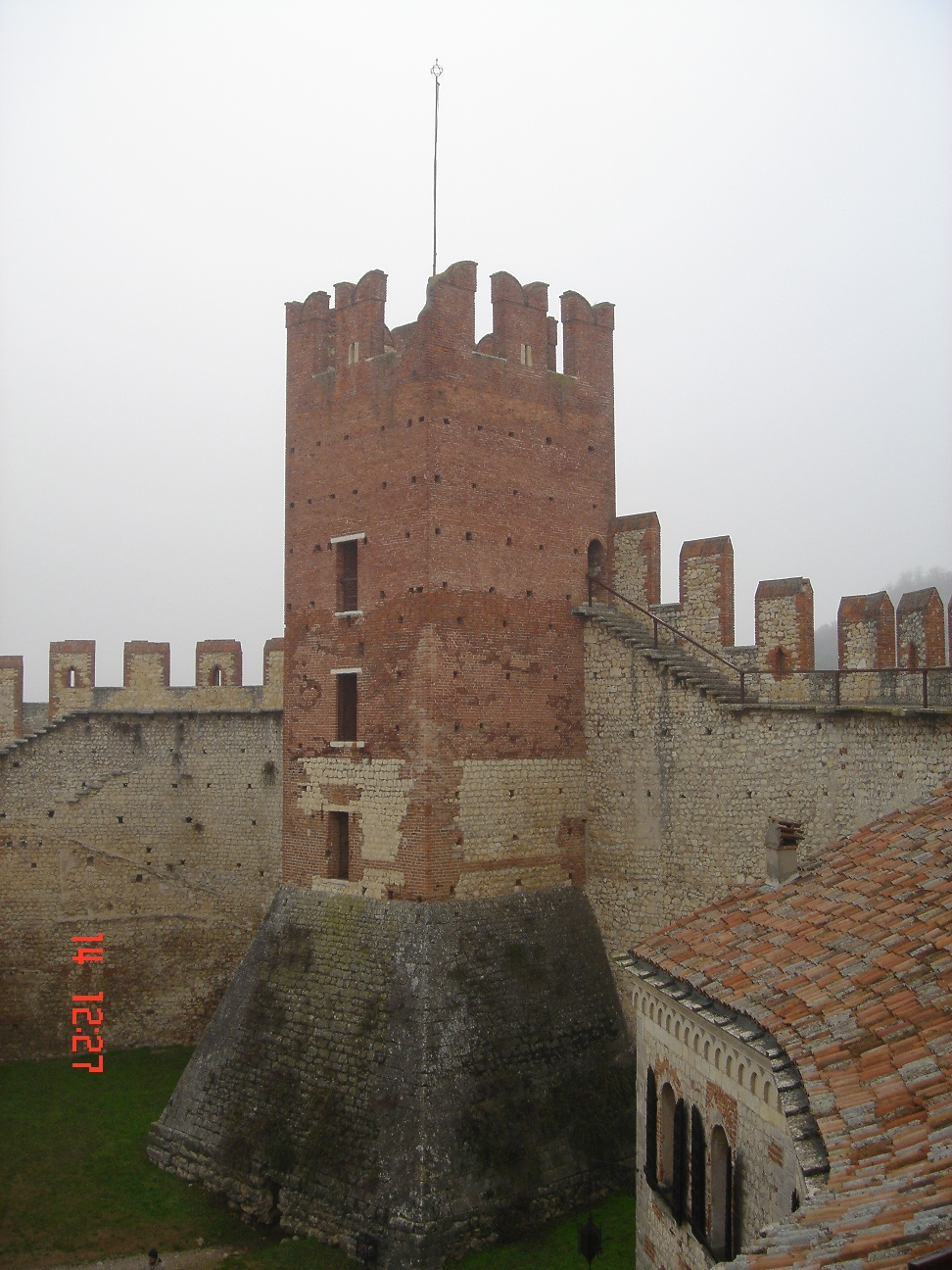
Il mastio

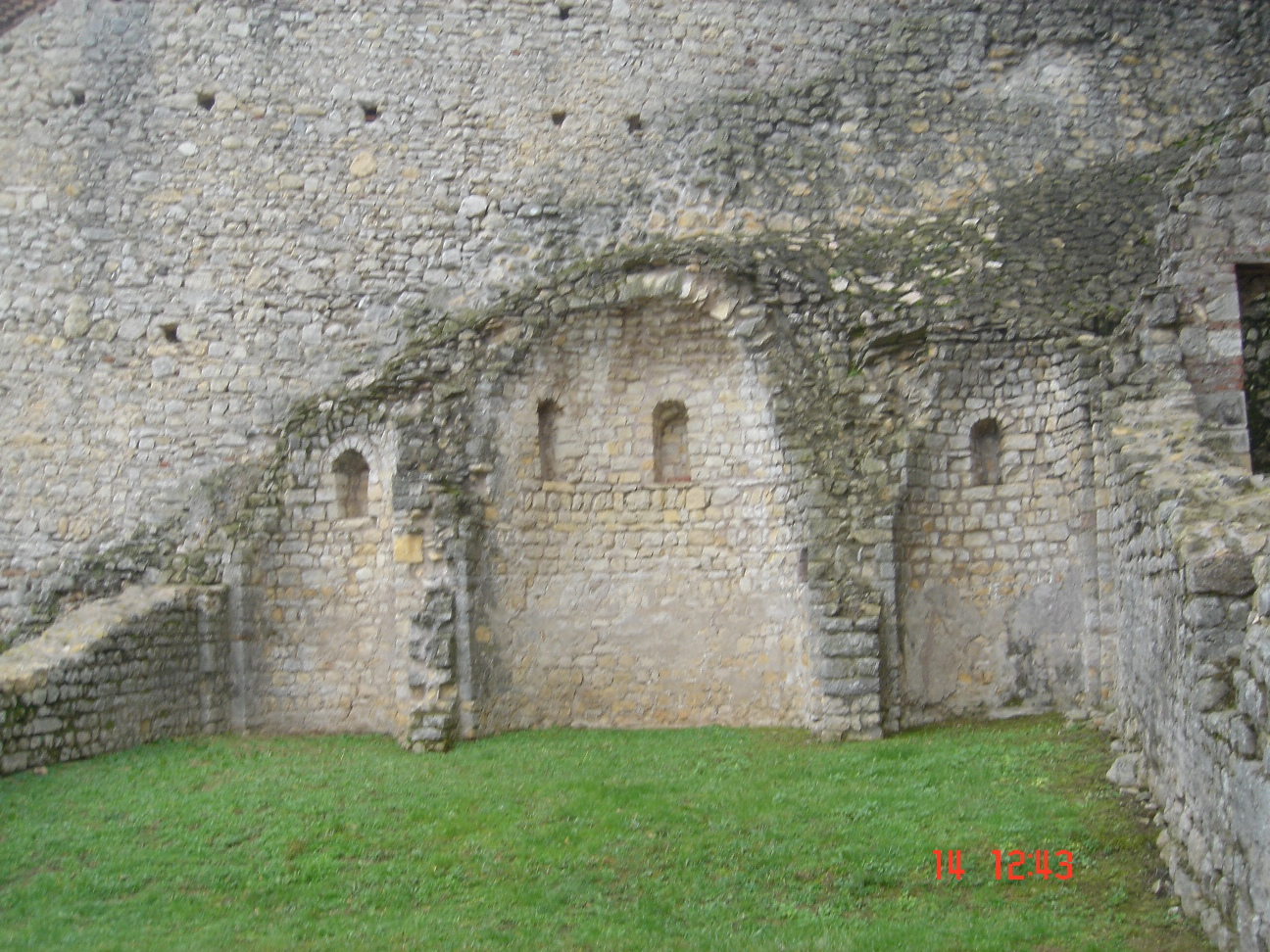
Resti di una chiesa all'interno del castello

### Il primo cortile
Il castello è un tipico manufatto militare del Medioevo che sorge sul monte Tenda dominando la pianura sottostante. È costituito da un mastio e da tre cortili con dimensioni differenti.
Il primo cortile (su cui si apre una porta con ponte levatoio), misurante 1163,90 m², fu l'ultimo in ordine di costruzione, opera della Repubblica di Venezia nel XV secolo.
Nel cortile si scorgono i resti di una chiesetta a tre absidi probabilmente risalente al X secolo, il tempo delle scorrerie degli Ungari (e, dunque, probabile luogo di rifugio per la popolazione anche se fuori dalle mura dell'originario castello)

### Il secondo cortile
Attraverso una porta con saracinesca si passa al secondo cortile (il primo dell'antico castello), il più grande (2921,60 m²), detto della Madonna per un affresco (Vergine che protegge i fedeli inginocchiati) del 1321 presente sopra la porta d'ingresso ad occidente. Nello stesso cortile è presente una porta di soccorso in quanto destinata al rifornimento degli occupanti il castello in caso di difficoltà.

### Il cortile minore
Inoltre s'intravedono tracce di edifici (alloggi per i soldati) nei lati ovest e sud. Il terzo e ultimo cortile, il più piccolo (972,18 m²) e il più elevato, si raggiunge tramite una scaletta di legno: la soglia della porta è così elevata per ostacolare i nemici in caso di attacco.
Oltrepassata la porta s'intravede un affresco del 1340 raffigurante un soldato scaligero (affresco che documenta come era armato un soldato degli Scaligeri a quei tempi); la scritta Cicogna (o Cigogna) se si riferisce al pittore richiama affreschi dello stesso presenti a San Pietro in Briano e a San Felice di Cazzano di Tramigna.

### Il mastio
Al grande mastio si accede tramite un'apertura nel basamento; era il luogo di estrema difesa ma il mucchio di ossa trovate in questo luogo fa immaginare che sia stato anche luogo di tortura e prigione. Al centro della corte si trova una vera da pozzo antica (si vedono i segni dell'usura delle corde) mentre un po' a destra abbiamo la stanza destinata al corpo di guardia dove troviamo armi di offesa e difesa usate dai soldati scaligeri. Anche nel cortile interno si ritrovano resti di caserme. Una scala esterna permette di entrare in quella che era l'abitazione del signore o del suo rappresentante (il Capitano, in epoca scaligera).

### La Caminata
La stanza centrale è detta Caminata per via del grande camino presente. Sulla tavola son presenti (in alcune cassette) oggetti trovati nel restauro (o prima) del castello come monete romane e veneziane , frammenti di armi ma anche strumenti di guerra provenienti da altri castelli e monete e medaglie ritrovate in più tempi a Soave. Dalla Caminata si accede ad un cortile piccolo aperto in epoca veneziana. La stanza centrale comunica poi con la camera da letto (in cui è da notare l'affresco duecentesco del crocefisso tra la Madonna e la Maddalena) e con la sala da pranzo con tavola imbandita con stoviglie riproducenti quelle dell'epoca.

### La stanza dei ritratti
Da questa sala si giunge ad una stanza di dimensioni ridotte in cui sono custoditi cinque ritratti che raffigurano rispettivamente Mastino I della Scala, il fondatore della fortuna e della potenza scaligera; Dante Alighieri (di cui si presume un soggiorno nel castello); Cangrande, il più importante tra gli Scaligeri; Cansignorio della Scala, il quale restaurò ed ampliò il castello, fece circondare Soave dalla cinta muraria e fece costruire il palazzo di Giustizia e quello Scaligero; Taddea da Carrara, moglie di Mastino II.